# Emil Vogel
Pour les articles homonymes, voir Vogel.
Emil Wilhelm Vogel (20 juillet 1894 à Zwickau - 1er octobre 1985 à Mülheim) est un General der Gebirgstruppe allemand qui a servi au sein de la Heer dans la Wehrmacht pendant la Seconde Guerre mondiale.
Il a été récipiendaire de la croix de chevalier de la croix de fer avec feuilles de chêne. La croix de chevalier de la croix de fer et son grade supérieur, les feuilles de chêne, sont attribués pour récompenser un acte d'une extrême bravoure sur le champ de bataille ou un commandement militaire avec succès.

## Biographie
Emil Vogel s'engage dans l'armée début août 1914 en tant que porte-drapeau. Au milieu de l'année 1915, il est promu lieutenant avec un brevet datant de novembre 1913 au 2e bataillon royal bavarois du génie à Spire.
Emil Vogel est capturé par les troupes britanniques en Norvège en 1945 et reste en captivité jusqu'en 1947.

## Décorations
- Croix de fer (1914)
  - 2e classe (11 juin 1915)
  - 1re classe (25 octobre 1916)
- Croix d'honneur
- Médaille de l'Anschluss (8 novembre 1938)
- Médaille des Sudètes (15 août 1939)
- Agrafe de la croix de fer (1939)
  - 2e classe (25 septembre 1939)
  - 1re classe (20 octobre 1939)
- Insigne de combat d'infanterie (14 octobre 1942)
- Plaque de bras Crimée
- Médaille du Front de l'Est (7 août 1942)
- Croix allemande en or (25 avril 1942)
- Croix de chevalier de la croix de fer avec feuilles de chêne
  - Croix de chevalier le 7 août 1943 en tant que Generalleutnant et commandant de la 101. Jäger Division[1]
  - 475e feuilles de chêne le 14 mai 1944 en tant que Generalleutnant et commandant de la 101. Jäger Division[2]
- Mentionné dans le bulletin quotidien radiophonique de l'Armée: le Wehrmachtbericht (29 mars 1944)